# Nippon Ichi Software
Nippon Ichi Software, Inc. (株式会社日本一ソフトウェア Kabushiki kaisha Nippon Ichi Sofutowea?) är ett japanskt företag baserat i Gifu prefektur, som utvecklar och ger ut datorspel. Företaget grundades i september 1991, och bytte 1993 namn till Prism Kikaku Ltd.; de bytte tillbaka till Nippon Ichi Software år 1995. De är mest kända för att ha utvecklat strategispelserien Disgaea.
"Nippon ichi" betyder "Japans bästa" eller "Japans nummer ett" på japanska; företagsnamnet förkortas därför ibland till "N1".

## NIS America
Nippon Ichi Software har flera dotterbolag, däribland NIS America, Inc. som är baserat i Santa Ana, Kalifornien i USA. De lokaliserar och ger ut japanska datorspel, både Nippon Ichis egna och andra utvecklares, för den nordamerikanska och europeiska marknaden.
De hade till en början främst givit ut japanska datorrollspel, men i slutet av april 2015 tillkännagav de att de skulle börja fokusera på visuella romaner; detta på grund av framgångarna med de två första spelen i visuell roman-serien Danganronpa, som NIS America gav ut i Nordamerika och Europa år 2014.